# Happy Tour Group
Happy Tour este o agenție de turism din România.
Compania a fost fondată în 1994 și fost cumpărată la sfârșitul anului 2007 de fondul spaniol GED Eastern Fund II.
În anul 2012, Happy Tour a achiziționat Travel House International, iar în 2011, Prestige Tours. La începutul 2016, fondul GED căuta potențiali cupărători cărora să le vândă companiile din grup, iar Prestige Group a fost vândută în luna martie a acelui an omului de afaceri turc Mustafa Kadiroglu.
În 2017, Happy Tour are o rețea de 89 de agenții proprii și asociate, cu 95 de puncte de vânzare, în 53 de orașe din România, Bulgaria, Moldova și Turcia.
Număr de angajați în 2017: 104
Cifra de afaceri:
- 2015: 94 milioane euro[9]
- 2010: 34,8 milioane euro[10]
- 2009: 28,7 milioane euro[10]
- 2008: 50 milioane euro[11]
- 2007: 47 milioane euro[6]

Venit net:
- 2009: 0,2 milioane euro[10]
- 2008: 2 milioane euro[12]
- 2007: 1,6 milioane euro[12]